# Sakanaction (アルバム)
『sakanaction』（サカナクション）は、日本のロックバンド・サカナクションの6枚目のオリジナルアルバム。2013年3月13日にビクターエンタテインメントから発売された。

## 概要
- 前作『DocumentaLy』より約1年半ぶりとなるアルバム。
- セルフタイトルとなっている本アルバムのテーマは「表裏一体」。大型タイアップ曲などの表の部分と、今サカナクションがやりたい裏の部分、両方が混ざりあった部分がそれぞれ収録されている[7]。
- メンバー5人が、ボーカル・山口一郎の自宅に集まって制作された。山口曰く「仕事感覚じゃなくて、高校時代の放課後みたいにやりたかった」と述べており、この為に声を張って歌う事が出来なかった為、ファルセットを用いて歌った楽曲も多い[要出典]。
- アルバムをTSUTAYAで予約すると、スペシャルステッカー、およびイベント抽選応募ハガキが付属する[8]。
- オリコンチャートで、初登場1位を獲得。1位を獲得したのは、シングル・アルバム通じ、デビュー6年目にして初となった[9]。

## 評価

### 受賞
| 年   | 音楽賞              | 結果 | 出典   |
| ---- | ------------------- | ---- | ------ |
| 2014 | 第6回CDショップ大賞 | 入賞 | [ 10 ] |

## 収録曲
| 全作詞・作曲: 山口一郎、全編曲: サカナクション。 |                                 |                     |                     |                |       |
| #                                                | タイトル                        | 作詞                | 作曲・編曲          | 録音・ミックス | 時間  |
| 1.                                               | 「intro」(バイノーラル音源使用) | 山口一郎 [ 注釈 1 ] | 山口一郎 [ 注釈 1 ] | 浦本雅史       | 01:07 |
| 2.                                               | 「INORI」                       | 山口一郎 [ 注釈 1 ] | 山口一郎 [ 注釈 1 ] | 浦本雅史       | 05:22 |
| 3.                                               | 「ミュージック」                | 山口一郎 [ 注釈 1 ] | 山口一郎 [ 注釈 1 ] | 浦本雅史       | 05:23 |
| 4.                                               | 「夜の踊り子」                  | 山口一郎 [ 注釈 1 ] | 山口一郎 [ 注釈 1 ] | 浦本雅史       | 05:04 |
| 5.                                               | 「なんてったって春」            | 山口一郎 [ 注釈 1 ] | 山口一郎 [ 注釈 1 ] | 浦本雅史       | 04:30 |
| 6.                                               | 「アルデバラン」                | 山口一郎 [ 注釈 1 ] | 山口一郎 [ 注釈 1 ] | 浦本雅史       | 03:58 |
| 7.                                               | 「M」                           | 山口一郎 [ 注釈 1 ] | 山口一郎 [ 注釈 1 ] | 浦本雅史       | 03:55 |
| 8.                                               | 「Aoi」                         | 山口一郎 [ 注釈 1 ] | 山口一郎 [ 注釈 1 ] | 浦本雅史       | 04:17 |
| 9.                                               | 「ボイル」                      | 山口一郎 [ 注釈 1 ] | 山口一郎 [ 注釈 1 ] | 浦本雅史       | 03:30 |
| 10.                                              | 「映画」                        | 山口一郎 [ 注釈 1 ] | 山口一郎 [ 注釈 1 ] | 浦本雅史       | 05:00 |
| 11.                                              | 「僕と花」                      | 山口一郎 [ 注釈 1 ] | 山口一郎 [ 注釈 1 ] | 浦本雅史       | 03:53 |
| 12.                                              | 「mellow」                      | 山口一郎 [ 注釈 1 ] | 山口一郎 [ 注釈 1 ] | 浦本雅史       | 03:38 |
| 13.                                              | 「ストラクチャー」              | 山口一郎 [ 注釈 1 ] | 山口一郎 [ 注釈 1 ] | 浦本雅史       | 05:25 |
| 14.                                              | 「朝の歌」                      | 山口一郎 [ 注釈 1 ] | 山口一郎 [ 注釈 1 ] | 浦本雅史       | 04:14 |
| 合計時間:                                        | 合計時間:                       | 合計時間:           | 59:24               |                |       |

| #         | タイトル                                             | 作詞      | 作曲・編曲 | リミックス | 時間  |
| --------- | ---------------------------------------------------- | --------- | ---------- | ---------- | ----- |
| 15.       | 「『バッハの旋律を夜に聴いたせいです。』(Ks_Remix)」 | 山口一郎  | 山口一郎   | 草刈愛美   | 07:16 |
| 合計時間: | 合計時間:                                            | 合計時間: | 66:44      |            |       |

1. intro
  - バイノーラル音声が使用されたインスト曲。
2. INORI
  - メンバー5人の合唱が特徴的なミニマル・テクノのインスト曲。本アルバムのリード曲のひとつ[11]。
  - AOKI takamasaとの合作。『INORI EP』では、別バージョン「INORI (Extend mix)」が収録されている。
3. ミュージック
  - 8枚目のシングル表題曲
  - フジテレビ系ドラマ『dinner』主題歌
  - 本アルバムに向けて、山口の自宅で制作を始めた最初の曲である。
4. 夜の踊り子
  - 7枚目のシングル表題曲
  - 学校法人モード学園（東京・大阪・名古屋）2012年度CMソング
5. なんてったって春
6. アルデバラン
  - 制作時の仮タイトルは「瞬き」「東京オーケストラ」「オルケストラ」などがあった[12][13]。
  - 本楽曲について、ボーカル・山口は「サカナクション的には『みんなのうた』を意識した」と話した[14]。
7. M
  - メンバーの岡崎英美が中心となって作られた曲であり[14]、岡崎がMGMTの様な楽曲を目指したいと話したことをきっかけに、仮のタイトルとして「M」というタイトルをつけ、デモの制作が行われた。
  - その後、完成締切間近となった時期に、ジャケット印刷を発売までに間に合わせるために、楽曲が未完成の状態でありながらも、タイトルを決定しなければならなくなり、結果仮タイトルがそのまま正式な曲名として採用された[15]。
8. Aoi
  - 先行配信曲。
  - 2013年度NHKサッカーテーマ曲。
  - 「INORI」と並ぶ、本アルバムのもう一つのリード曲[11]。
9. ボイル
  - タイトル「ボイル」や、歌詞に登場する「ライズ」という言葉は、釣り用語から来ている[16]。
  - 制作時の仮タイトルは「神の子」[12][13]。
10. 映画
  - 8枚目のシングル「ミュージック」にカップリングとして収録された「映画 (コンテ 2012/11/16 17:24)」のアルバムバージョン。コンテ版からフレーズに若干の変化がある。
11. 僕と花
  - 6枚目のシングル表題曲
  - 関西テレビ・フジテレビ系ドラマ『37歳で医者になった僕 〜研修医純情物語〜』主題歌
12. mellow
  - 制作時の仮タイトルは「ミッドナイトコーヒー」[12][13]。
13. ストラクチャー
  - インスト曲。
  - 『INORI EP』では、別バージョンのStructure (Extend mix)が収録されている。
14. 朝の歌
  - 前作『DocumentaLy』の収録曲「エンドレス」同様、シングルとしてリリースされる予定であった[11]。
15. 『バッハの旋律を夜に聴いたせいです。』(Ks_Remix)
  - 5枚目のシングル表題曲の草刈によるリミックス音源。初回生産限定盤にのみ収録。

## 初回生産限定盤
- DVD・Blu-rayには、バンドの2012年の活動を記録した映像やデータをカレンダー形式で見られる「sakanacalender 2012」が収録。このコンテンツではライブ映像、夏フェス会場でのライブ写真、「僕と花」と「夜の踊り子」ミュージックビデオのメイキング、山口一郎の自宅の風景、レコーディングドキュメンタリーなどが収録。
- Blu-rayにのみ「僕と花」「夜の踊り子」「ミュージック」ミュージックビデオが収録されている。

| #         | タイトル                                                              | 作詞      | 作曲・編曲 | 監督        | 時間 |
| --------- | --------------------------------------------------------------------- | --------- | ---------- | ----------- | ---- |
| 1.        | 「DocumentaRy」(2/11 version21.1 forth)                               |           |            | Jun Iwasaki | 5:55 |
| 2.        | 「アルクアラウンド」(4/15 TOKYO FM&JFN present EARTHxHEART LIVE 2012) |           |            | Jun Iwasaki | 4:33 |
| 3.        | 「OPENING」(6/19 SAKANAQUARIUM 2012 ZEPP ALIVE)                       |           |            | Jun Iwasaki | 3:22 |
| 4.        | 「Klee」(6/19 SAKANAQUARIUM 2012 ZEPP ALIVE)                          |           |            | Jun Iwasaki | 4:15 |
| 5.        | 「セントレイ」(6/19 SAKANAQUARIUM 2012 ZEPP ALIVE)                    |           |            | Jun Iwasaki | 4:00 |
| 6.        | 「フクロウ」(6/19 SAKANAQUARIUM 2012 ZEPP ALIVE)                      |           |            | Jun Iwasaki | 5:37 |
| 7.        | 「ホーリーダンス」(6/19 SAKANAQUARIUM 2012 ZEPP ALIVE)                |           |            | Jun Iwasaki | 5:28 |
| 8.        | 「インナーワールド」(6/19 SAKANAQUARIUM 2012 ZEPP ALIVE)              |           |            | Jun Iwasaki | 5:15 |
| 9.        | 「サンプル」(6/19 SAKANAQUARIUM 2012 ZEPP ALIVE)                      |           |            | Jun Iwasaki | 5:00 |
| 10.       | 「アイデンティティ」(9/1 SWEET LOVE SHOWER 2012)                      |           |            | Jun Iwasaki | 4:54 |
| 11.       | 「ルーキー」(9/1 SWEET LOVE SHOWER 2012)                              |           |            | Jun Iwasaki | 5:48 |
| 合計時間: | 合計時間:                                                             | 合計時間: | 54:07      |             |      |

| #         | タイトル                                                  | 作詞      | 作曲・編曲 | 監督        | 時間 |
| --------- | --------------------------------------------------------- | --------- | ---------- | ----------- | ---- |
| 1.        | 「1/24 HighApps in Taiwan」                               |           |            | Jun Iwasaki | 3:28 |
| 2.        | 「5/2「僕と花」MVメイキング」                             |           |            | Jun Iwasaki | 4:50 |
| 3.        | 「6/19 SAKANAQUARIUM 2012 "ZEPP ALIVE ALONE" リハーサル」 |           |            | Jun Iwasaki | 0:38 |
| 4.        | 「8/2「夜の踊り子」MVメイキング」                         |           |            | Jun Iwasaki | 3:11 |
| 5.        | 「10/10 自宅制作」                                        |           |            | Jun Iwasaki | 1:35 |
| 6.        | 「10/13 自宅制作」                                        |           |            | Jun Iwasaki | 0:50 |
| 7.        | 「10/15 自宅制作」                                        |           |            | Jun Iwasaki | 0:27 |
| 8.        | 「10/17 自宅制作」                                        |           |            | Jun Iwasaki | 0:27 |
| 9.        | 「11/2 自宅制作」                                         |           |            | Jun Iwasaki | 2:20 |
| 10.       | 「11/4「ミュージック」REC」                               |           |            | Jun Iwasaki | 0:45 |
| 11.       | 「11/5「ミュージック」REC」                               |           |            | Jun Iwasaki | 0:32 |
| 12.       | 「11/6「ミュージック」REC」                               |           |            | Jun Iwasaki | 1:04 |
| 13.       | 「12/8「ミュージック」REC」                               |           |            | Jun Iwasaki | 3:46 |
| 14.       | 「12/9「ミュージック」REC」                               |           |            | Jun Iwasaki | 2:33 |
| 15.       | 「12/27 LIVE リハーサル」                                 |           |            | Jun Iwasaki | 2:45 |
| 合計時間: | 合計時間:                                                 | 合計時間: | 29:11      |             |      |

| #  | タイトル                             | 作詞 | 作曲・編曲 | 撮影            |
| -- | ------------------------------------ | ---- | ---------- | --------------- |
| 1. | 「6/2 TAICOCLUB'12」(14枚)           |      |            | TANAKA MAKOTO   |
| 2. | 「7/29 FUJI ROCK FESTIVAL'12」(24枚) |      |            | Masanori Naruse |

| #         | タイトル         | 作詞      | 作曲・編曲 | 監督     | 時間 |
| --------- | ---------------- | --------- | ---------- | -------- | ---- |
| 1.        | 「僕と花」       |           |            | 山口保幸 | 4:01 |
| 2.        | 「夜の踊り子」   |           |            | 田中裕介 | 5:11 |
| 3.        | 「ミュージック」 |           |            | 関和亮   | 5:36 |
| 合計時間: | 合計時間:        | 合計時間: | 14:48      |          |      |

## ツアー
本アルバムのリリースツアーとなる「SAKANAQUARIUM2013 "sakanaction"」が、2013年3月27日から6月15日にかけて開催された。バンドのワンマンライブで、大阪城ホール公演、および海外公演が開催されたのは、本ツアーが初である。さらに、幕張メッセ、および大阪城ホール公演では、アリーナクラスの大規模会場では世界初となる、6.1chのサラウンド音響によるライブが開催された。

### 日程
| 公演日 | 公演日  | 公演日 | 国   | 都市           | 会場                       | 備考                                      |
| 年     | 月日    | 曜日   | 国   | 都市           | 会場                       | 備考                                      |
| ------ | ------- | ------ | ---- | -------------- | -------------------------- | ----------------------------------------- |
| 2013年 | 3月27日 | 水曜   | 日本 | 神奈川県川崎市 | 川崎 CLUB CITTA'           | ファンクラブ会員限定ライブ                |
| 2013年 | 3月30日 | 土曜   | 日本 | 宮城県仙台市   | 東京エレクトロンホール宮城 | -                                         |
| 2013年 | 4月6日  | 土曜   | 日本 | 北海道札幌市   | Zepp Sapporo               | -                                         |
| 2013年 | 4月7日  | 日曜   | 日本 | 北海道札幌市   | Zepp Sapporo               | -                                         |
| 2013年 | 4月10日 | 水曜   | 日本 | 京都府京都市   | KBSホール                  | -                                         |
| 2013年 | 4月11日 | 木曜   | 日本 | 京都府京都市   | KBSホール                  | -                                         |
| 2013年 | 4月13日 | 土曜   | 日本 | 新潟県新潟市   | LOTS                       | -                                         |
| 2013年 | 4月14日 | 日曜   | 日本 | 新潟県新潟市   | LOTS                       | -                                         |
| 2013年 | 4月20日 | 土曜   | 日本 | 高知県高知市   | BAY5 SQUARE                | -                                         |
| 2013年 | 4月21日 | 日曜   | 日本 | 広島県広島市   | BLUE LIVE                  | -                                         |
| 2013年 | 4月24日 | 水曜   | 日本 | 愛知県名古屋市 | Zepp Nagoya                | -                                         |
| 2013年 | 4月25日 | 木曜   | 日本 | 愛知県名古屋市 | Zepp Nagoya                | -                                         |
| 2013年 | 4月27日 | 土曜   | 日本 | 福岡県福岡市   | Zepp Fukuoka               | -                                         |
| 2013年 | 4月28日 | 日曜   | 日本 | 福岡県福岡市   | Zepp Fukuoka               | -                                         |
| 2013年 | 5月18日 | 土曜   | 日本 | 千葉県千葉市   | 幕張メッセ                 | 6.1chサラウンド音響のライブが実施された。 |
| 2013年 | 5月19日 | 日曜   | 日本 | 千葉県千葉市   | 幕張メッセ                 | 6.1chサラウンド音響のライブが実施された。 |
| 2013年 | 5月22日 | 木曜   | 日本 | 大阪府大阪市   | 大阪城ホール               | 6.1chサラウンド音響のライブが実施された。 |
| 2013年 | 6月1日  | 土曜   | 日本 | 沖縄県沖縄市   | ミュージックタウン音市場   | -                                         |
| 2013年 | 6月14日 | 金曜   | 台湾 | 台北市文山区   | The WALL TAIPEI            | -                                         |
| 2013年 | 6月15日 | 土曜   | 台湾 | 台北市文山区   | The WALL TAIPEI            | -                                         |

### 演出
NINJA LIGHT
照明機器の一つとして、前年の「ZEPP ALIVE」ツアーから採用されたエンジニア・ライティング社の「NINJA LIGHT」が、本ツアーでも引き続き採用された。
Z-beam
「NINJA LIGHT」と同じくエンジニア・ライティング社の照明。37個のLED光源が半球状に設置されており、使用時は自らが光るミラーボールのような外観をしている。本ツアーの開催当時は、まだ世界に16台しかなかった機材であり、幕張メッセ公演では15台を本番で使用、残り1台も予備として会場に搬入されていた。

### テレビ放送
5月19日の幕張メッセでの公演の模様が、2013年7月18日にWOWOWで放送された。この日に放送された映像は、これ以降にも何度かWOWOWで放送されている。

### 映像作品
幕張メッセでの公演の様子を収録した映像作品が『SAKANAQUARIUM 2013 sakanaction -LIVE at MAKUHARI MESSE 2013.5.19-』として、2013年11月13日にビクターエンタテインメントから発売された。
本作は、初回限定盤（Blu-ray・DVD）と通常盤（Blu-ray・DVD）の合計4形態でリリースされた。本ツアーでは、世界初のアリーナクラスの大規模会場でのサラウンドライブが開催されたこともあり、映像作品化にあたっては音声収録に力が込められている。
Blu-rayでは、2chステレオ音源（96kHz/24bit）に加え、5.1chサラウンド音源（96kHz/24bit）・バイノーラル音源（96kHz/24bit）の計3種類を、DVDでは、2chステレオ音源（48kHz/24bit）とバイノーラル音源（48kHz/24bit）の2種類の音源を収録している。バンドの作品で、サラウンド音源が使用されるのは、本作（Blu-ray盤のみ）が初となる。
また、バイノーラル音声は、ホームシアター環境で再生した5.1サラウンドの音声をバイノーラルマイクで再録音した音声を使用しており、詳しくはビクターのYouTubeチャンネル公開されている、本作のトレーラ映像などで解説されている。
| #         | タイトル                                                               | 作詞     | 作曲・編曲     |
| --------- | ---------------------------------------------------------------------- | -------- | -------------- |
| 1.        | 「INORI」                                                              |          | サカナクション |
| 2.        | 「ミュージック」                                                       | 山口一郎 | 山口一郎       |
| 3.        | 「M」                                                                  | 山口一郎 | 山口一郎       |
| 4.        | 「アイデンティティ」                                                   | 山口一郎 | 山口一郎       |
| 5.        | 「ルーキー」                                                           | 山口一郎 | 山口一郎       |
| 6.        | 「multiple exposure」                                                  | 山口一郎 | 山口一郎       |
| 7.        | 「mellow」                                                             | 山口一郎 | 山口一郎       |
| 8.        | 「ボイル」                                                             | 山口一郎 | 山口一郎       |
| 9.        | 「アルデバラン」                                                       | 山口一郎 | 山口一郎       |
| 10.       | 「なんてったって春」                                                   | 山口一郎 | 山口一郎       |
| 11.       | 「ホーリーダンス」                                                     | 山口一郎 | 山口一郎       |
| 12.       | 「僕と花 -SAKANAQUARIUM 2013 VERSION-」                                | 山口一郎 | 山口一郎       |
| 13.       | 「『バッハの旋律を夜に聴いたせいです。』-SAKANAQUARIUM 2013 VERSION-」 | 山口一郎 | 山口一郎       |
| 14.       | 「ネイティブダンサー -SAKANAQUARIUM 2013 VERSION-」                    | 山口一郎 | 山口一郎       |
| 15.       | 「アルクアラウンド」                                                   | 山口一郎 | 山口一郎       |
| 16.       | 「アドベンチャー」                                                     | 山口一郎 | 山口一郎       |
| 17.       | 「Aoi」                                                                | 山口一郎 | 山口一郎       |
| 18.       | 「夜の踊り子」                                                         | 山口一郎 | 山口一郎       |
| 19.       | 「ストラクチャー」                                                     | 山口一郎 | 山口一郎       |
| 20.       | 「ナイトフィッシングイズグッド」                                       | 山口一郎 | 山口一郎       |
| 21.       | 「朝の歌」                                                             | 山口一郎 | 山口一郎       |
| 22.       | 「映画 (end credit roll)」                                             | 山口一郎 | 山口一郎       |
| 合計時間: | 合計時間:                                                              | 133:26   |                |

| #         | タイトル | 作詞  | 作曲・編曲 | 時間  |
| --------- | --- | ----- | ---------- | ----- |
| 1.        | 「SAKANAQUARIUM 2013 sakanaction -LIVE at OSAKA-JO HALL 2013.5.22- ～4K shooting & binaural recording～」(バイノーラル音声) |       |            | 19:56 |
| 合計時間: | 合計時間: | 19:56 |            |       |

| #         | タイトル                                                                                              | 作詞 | 作曲・編曲 | 時間 |
| --------- | --- | ---- | ---------- | ---- |
| 1.        | 「VISUAL REMIX『バッハの旋律を夜に聴いたせいです。』-SAKANAQUARIUM 2013 VERSION- remixed by LAPTHOD」 |      |            | 7:19 |
| 合計時間: | 合計時間:                                                                                             | 7:19 |            |      |